# Слобожанська селищна рада (Зміївський район)
Слобожанська міська ра́да — адміністративно-територіальна одиниця та орган місцевого самоврядування у Зміївському районі Харківської області. Адміністративний центр — місто Слобожанське.

## Загальні відомості
- Комсомольська селищна рада утворена в 1960 році.
- У 2020 році рішенням Харківської обласної ради Комсомольську селищну раду було перейменовано на Слобожанську відповідно до Закону України «Про засудження комуністичного та націонал-соціалістичного (нацистського) тоталітарних режимів в Україні та заборону пропаганди їхньої символіки»[1]
- Територія ради: 151,141 км²
- Населення ради: 18 117 осіб (станом на 2001 рік)
- Водоймища на території, підпорядкованій даній раді: озеро Лиман.

## Населені пункти
Селищній раді підпорядковані населені пункти:
- смт Слобожанське
- с-ще Благодатне
- с-ще Донець

## Склад ради
Рада складається з 36 депутатів та голови.
- Голова ради: Діхтяр Дмитро Миколайович
- Секретар ради: Пащенко Микола Михайлович

### Керівний склад попередніх скликань
| Прізвище, ім'я, по батькові | Основні відомості                                                        | Дата обрання | Дата звільнення |
| --------------------------- | ------------------------------------------------------------------------ | ------------ | --------------- |
| Миндар Степан Іванович      | Селищний голова, 1960 року народження, освіта вища                       | 26.03.2006   | 31.10.2010      |
| Миндар Степан Іванович      | Селищний голова, 1960 року народження, освіта вища, член Партії регіонів | 31.10.2010   | 15.12.2013      |
| Діхтяр Дмитро Миколайович   | Селищний голова, 1975 року народження, освіта вища, член Партії регіонів | 15.12.2013   |                 |

Примітка: таблиця складена за даними сайту Верховної Ради України

### Депутати
За результатами місцевих виборів 2010 року депутатами ради стали:

#### За суб'єктами висування
| Суб'єкт висування                                       | Кількість обраних депутатів | %    |
| ------------------------------------------------------- | --------------------------- | ---- |
| Партія регіонів                                         | 20                          | 55,6 |
| Самовисування                                           | 12                          | 33,3 |
| Політична партія «Сильна Україна»                       | 2                           | 5,6  |
| Політична партія Всеукраїнське об'єднання «Батьківщина» | 1                           | 2,8  |
| Соціалістична партія України                            | 1                           | 2,8  |

#### За округами
| № округу                                                | Прізвище, ім'я, по батькові    | Дата визнання обраним | Освіта  | Партійна приналежність                  | Відомості про обраного депутата                                                                                   |
| ------------------------------------------------------- | ------------------------------ | --------------------- | ------- | --------------------------------------- | --- |
| Партія регіонів                                         |                                |                       |         |                                         | |
| 2                                                       | Александрова Галина Іванівна   | 04.11.2010            | середня | член Партії регіонів                    | пенсіонер |
| 3                                                       | Оклей Віталій Миколайович      | 04.11.2010            | вища    | член Партії регіонів                    | Зміївська ТЕС, майстер ремонтно-- будівельногоцеху                                                                |
| 5                                                       | Кущ Юрій Олексійович           | 04.11.2010            | вища    | член Партії регіонів                    | Зміївська ТЕС, начальник цеху тепловихта підземних комунікацій                                                    |
| 6                                                       | Шишка Вадим Миколайович        | 04.11.2010            | середня | член Партії регіонів                    | ЗміївськаТЕС, робітник відділу матеріально-технічного забезпечення                                                |
| 10                                                      | Кисіль Владислав Юрійович      | 04.11.2010            | вища    | член Партії регіонів                    | Федера-ція Футболу України, агент футболістів                                                                     |
| 11                                                      | Манахов Андрій Георгійович     | 04.11.2010            | вища    | член Партії регіонів                    | Зміївська ТЕС, провідний інженер відділу капітального будівництва                                                 |
| 13                                                      | Євсєгнєєв Сергій Валерійович   | 04.11.2010            | вища    | член Партії регіонів                    | «Укрметалпромінвест», директор                                                                                    |
| 14                                                      | Юношев Володимир Олександрович | 04.11.2010            | вища    | член Партії регіонів                    | Зміївська ТЕС, інженервідділу капітальногобудівництва                                                             |
| 15                                                      | Снурніков Сергій Петрович      | 04.11.2010            | вища    | член Партії регіонів                    | Зміївська ТЕС, начальник служби охорони праці                                                                     |
| 16                                                      | Корчинський Олександр Олегович | 04.11.2010            | вища    | член Партії регіонів                    | Зміївська ТЕС, начальник виробничо-технічного відділу                                                             |
| 17                                                      | Швайченко Микола Петрович      | 04.11.2010            | вища    | член Партії регіонів                    | Зміївська ТЕС, директор спортивного комплексу                                                                     |
| 20                                                      | Єпік Олександр Михайлович      | 04.11.2010            | вища    | член Партії регіонів                    | Спортивно- оздо -ровчий табір "Чайка"Харківсь-кого обласного вищого училища фізичної культури і спорту, начальник |
| 21                                                      | Ананченко Анатолій Вікторович  | 04.11.2010            | вища    | позапартійний                           | Зміївська ТЕС, начальник режимно — секретного відділу                                                             |
| 23                                                      | Жара Інна Володимирівна        | 04.11.2010            | вища    | член Партії регіонів                    | Зміївська ТЕС, редактор газети « Енергетик»                                                                       |
| 26                                                      | Лабузова Антоніна Кузьмівна    | 04.11.2010            | вища    | член Партії регіонів                    | Зміївська ТЕС, начальник відділу май-нових від-носин                                                              |
| 31                                                      | Димків Антоніна Миколаївна     | 04.11.2010            | вища    | член Партії регіонів                    | фізична особа-підприємець                                                                                         |
| 33                                                      | Ковальський Артур Вікторович   | 04.11.2010            | вища    | позапартійний                           | Зміївська ТЕС, заступник начальникаавтотранспортного цеху                                                         |
| 34                                                      | Федірко Валентина Георгіївна   | 04.11.2010            | вища    | член Партії регіонів                    | ССББ"Донець", голова правління                                                                                    |
| 35                                                      | Тлепов Ігор Євгенович          | 04.11.2010            | вища    | член Партії регіонів                    | Військо-ва частина № 15209, командир                                                                              |
| 36                                                      | Водолажський Петро Андрійович  | 04.11.2010            | вища    | член Партії регіонів                    | тимчасово не працює                                                                                               |
| Політична партія Всеукраїнське об'єднання «Батьківщина» |                                |                       |         |                                         | |
| 7                                                       | Лубенченко Іван Іванович       | 04.11.2010            | середня | позапартійний                           | Зміївська ТЕС, електрослю-сарцеху теплової атоматики та вимірювань                                                |
| Політична партія «Сильна Україна»                       |                                |                       |         |                                         | |
| 19                                                      | Сокур Юрій Леонідович          | 04.11.2010            | середня | член Політичної партії «Сильна Україна» | тимчасово не працює                                                                                               |
| 22                                                      | Пащенко Микола Михайлович      | 04.11.2010            | вища    | член Політичної партії «Сильна Україна» | ЗміївськаРайдерж-адмініст-рація, начальниквідділу з пи-тань надзви-чайних ситуацій                                |
| Соціалістична партія України                            |                                |                       |         |                                         | |
| 18                                                      | Дерепа Олексій Вікторович      | 04.11.2010            | вища    | позапартійний                           | фізична особа-підприємець                                                                                         |
| Самовисування                                           |                                |                       |         |                                         | |
| 1                                                       | Десятник Роман Миколайович     | 31.03.2014            | вища    | член Партії регіонів                    | відділ охорони праці Зміївської ТЕС, інженер з безпеки руху                                                       |
| 4                                                       | Чаплик Геннадій Миколайович    | 04.11.2010            | вища    | член Партії регіонів                    | первин-на проф.-спілкова організа-ціяЗміївсь-кої ТЕС, інструктор фізкультури                                      |
| 8                                                       | Куценко Галина Олександрівна   | 04.11.2010            | вища    | позапартійна                            | Комсомольська селищна рада, спеціаліст-землевпоряд-ник                                                            |
| 9                                                       | Савченко Володимир Ілліч       | 04.11.2010            | вища    | позапартійний                           | пенсіонер |
| 12                                                      | Бабак Костянтин Федорович      | 04.11.2010            | вища    | позапартійний                           | ВАТ «Омега Автопоставка», спеціаліст з економічноїбезпеки                                                         |
| 24                                                      | Дзябко Віктор Васильович       | 04.11.2010            | вища    | позапартійний                           | Зміївська ТЕС, машиніст енергоблоку котлотурбін-ного цеху № 2                                                     |
| 25                                                      | Афанасенко Валерій Павлович    | 04.11.2010            | вища    | позапартійний                           | Слобожанський селищний палац культури, директор                                                                   |
| 27                                                      | Тат'янко Наталія Миколаївна    | 04.11.2010            | вища    | позапартійна                            | ОСББ «Наш дім», паспортист                                                                                        |
| 28                                                      | Ткачина Микола Максимович      | 04.11.2010            | вища    | позапартійний                           | Комсомольська селищна рада, секретар                                                                              |
| 29                                                      | Тат'янко Василь Микитович      | 04.11.2010            | вища    | позапартійний                           | ОСББ «Наш дім», голова правління                                                                                  |
| 30                                                      | Гірман Юлія Миколаївна         | 04.11.2010            | вища    | позапартійна                            | тимчасово не працює                                                                                               |
| 32                                                      | Білевич Олександр Віцентійович | 04.11.2010            | вища    | позапартійний                           | фізична особа-підприємець                                                                                         |